# Kömürcü-Kaletepe
Koordinaten: 38° 17′ 12″ N, 34° 34′ 32″ O
Kömürcü-Kaletepe ist ein prähistorischer Werkplatz beim Dorf Kömürcü im zentralen Landkreis der türkischen Provinz Niğde.

## Lage
Er liegt 1600 m NN auf einem flachen Rhyolithfelsen am Nordhang des Göllü Dağ und datiert zwischen 8200 und 7800 cal. BC, gehört also dem akeramischen Neolithikum an.

## Ausgrabungen
Kömürcü-Kaletepe wurde im Rahmen des Obsidianprojektes am Göllü Dağ entdeckt und von 1997 bis 2001 ausgegraben.

## Silextechnologie
Hier wurden zwei verschiedene Arten von Klingen mittels spezieller Techniken hergestellt: lange Spitz-Klingen aus kielförmigen Kernen und prismatische Klingen aus Kernen mit einer Schlagfläche. Diese Bearbeitungstechniken lassen sich in zeitgleichen umliegenden Siedlungen, wie z. B. Musular nicht nachweisen. Hingegen ist bekannt, dass in Çayönü, Cafer Höyük und Akarçay Tepe so gearbeitet wurde. Auch lassen sich Produkte vom Kömürcü-Kaletepe nicht in Anatolien nachweisen, wohl aber in Nordsyrien und sogar auf Zypern. Dies weist auf weitreichende Fernhandelsverbindungen hin, während die Herkunft der Handwerker bisher unklar ist.